# Saab 340
Saab 340 je dvoumotorový turbovrtulový dopravní dolnoplošník s příďovým zatahovacím podvozkem, který vznikl jako společný projekt švédské společností SAAB a americké společnosti Fairchild Aircraft.

## Vznik
Projekční práce na letounu SF 340 byly zahájeny u společnosti Fairchild na Long Islandu v září 1980 společně s odborníky firmy SAAB. Již v dubnu 1980 byla pro výrobu a prodej nového stroje založena společná firma obou partnerů SAAB-Fairchild HB se sídlem v Linköpingu a s dalšími prodejními kancelářemi v Paříži. V Linköpingu byla následně vybudována za 125 miliónů švédských korun nová továrna o rozloze 25 000 m². Zde také probíhala druhá fáze vývoje, detailní dokončení konstrukce a testy.

## Vývoj

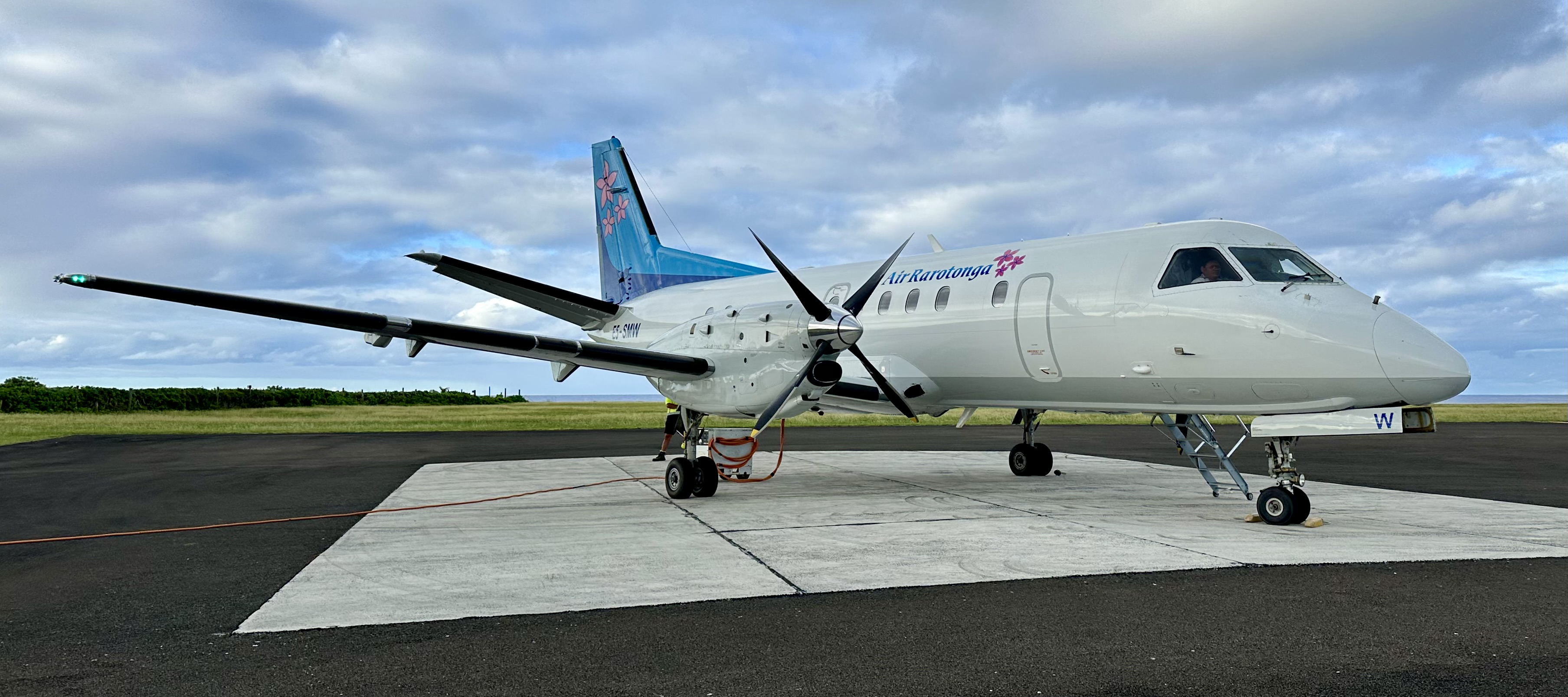
Saab 340B společnosti Air Rarotonga (Cookovy ostrovy)

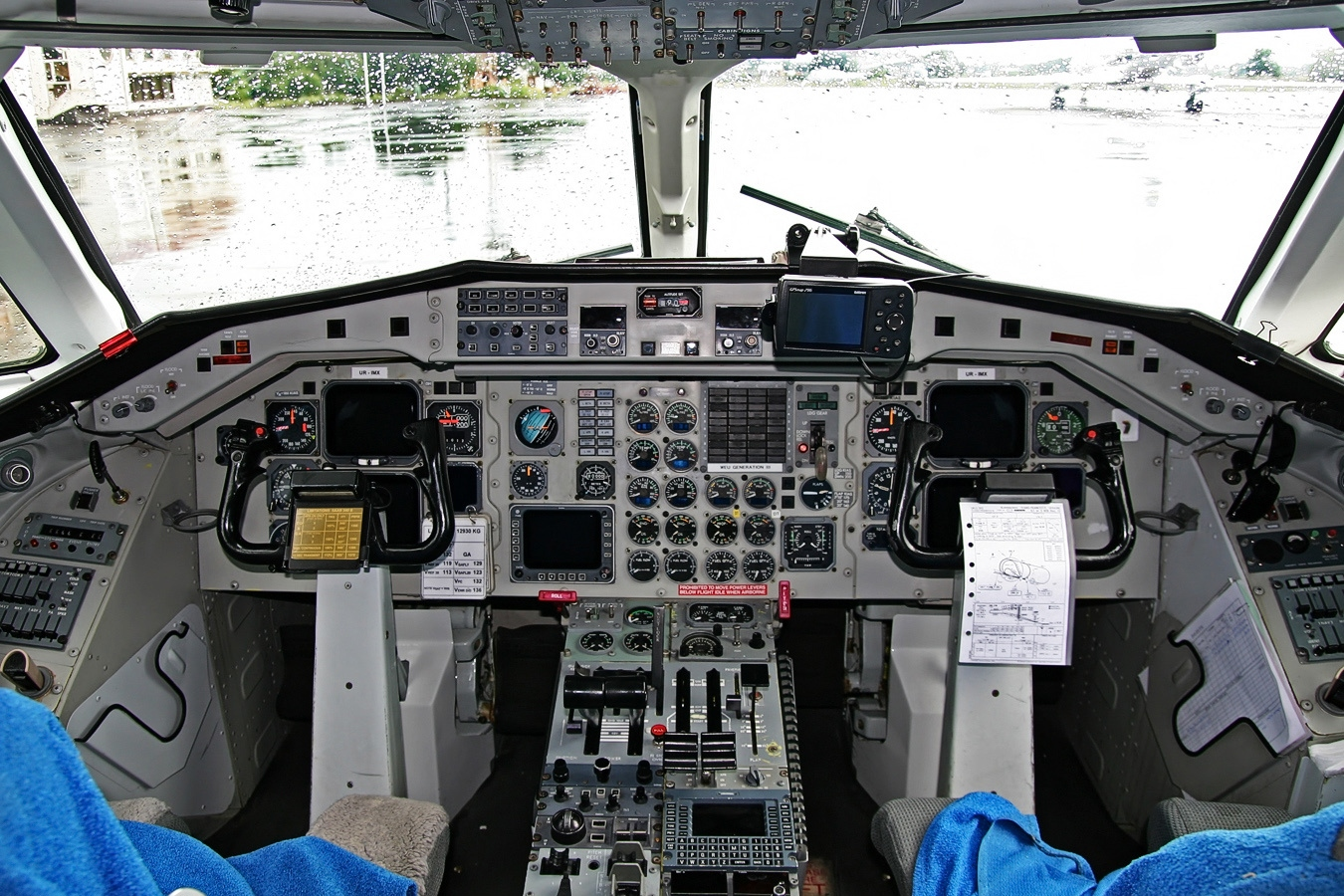
Kokpit letounu Saab 340B dopravce South Airlines

První prototyp dopravního letounu pro 33 - 35 pasažérů nazvaný SF 340 poprvé vzlétl 25. ledna 1983 (imatrikulace SE-ISF) poháněný turbovrtulovými motory General Electric CT-7-5A o výkonu 1215 kW s čtyřlistými stavitelnými kompozitovými vrtulemi Dowty-Rotol. Druhý prototyp následoval 11. května a třetí 25. srpna 1983.
Sériové stroje začaly létat od 5. března roku 1984, kdy čtvrtý vyrobený exemplář, první sériový letoun, převzala americká letecká společnost Comair z Cincinnati. Dalšími zákazníky se stali dopravci Air Midwest a švýcarský Crossair, který s typem 14. června 1984 uskutečnil první pravidelný linkový let.:s.171
Firma Fairchild v listopadu 1985 odstoupila kvůli finančním problémům z projektu a v produkci pokračoval pouze SAAB, přičemž se změnilo označení letadla na S 340. Výroba pokračovala další verzí S 340 QC, ve které se mohl měnit interiér pro účely přepravy nákladu. Letoun byl postupně vylepšován, byla vyrobena i vojenská verze pro Flygvapnet.
1. července 1994 uskutečnil v Linköpingu úvodní let stroje včasné výstrahy Saab 340AEW & C s anténou radaru Erieye, zastavěnou do hřbetního pouzdra. Anténa je dlouhá 9 m a má hmotnost 900 kg. Letoun je také vybaven pomocnou jednotkou APU, která dodává proud pro Erieye a zajišťuje jeho chlazení. Tato verze je odvozena z varianty Saab 340B.

## Uživatelé v Česku

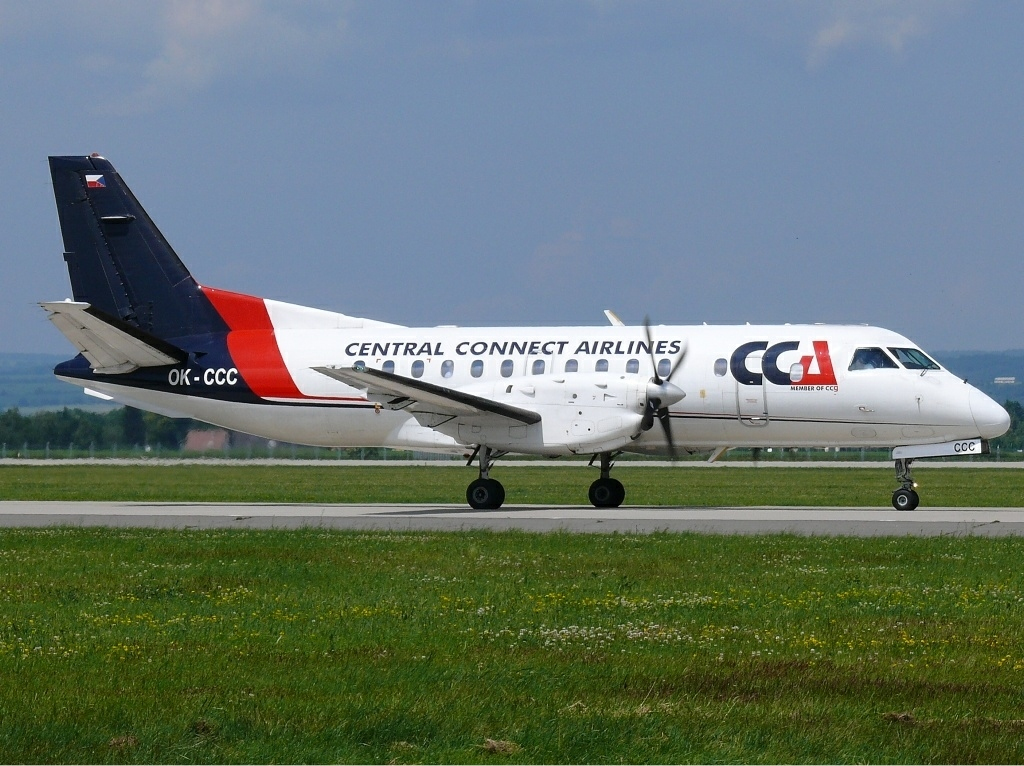
Saab 340B zaniklé české společnosti Central Connect Airlines

V Česku užívalo Saab 340 několik leteckých společností:
- Central Connect Airlines (Job Air) – 10 ks (2005–2011)
- Air Ostrava – 4 kusy (1996–2000)
- Škoda Air – 1 kus (pronajatý) (1994–?)
- České aerolinie – 3 kusy (pronajaté od CCA a Škoda Air)

## Specifikace

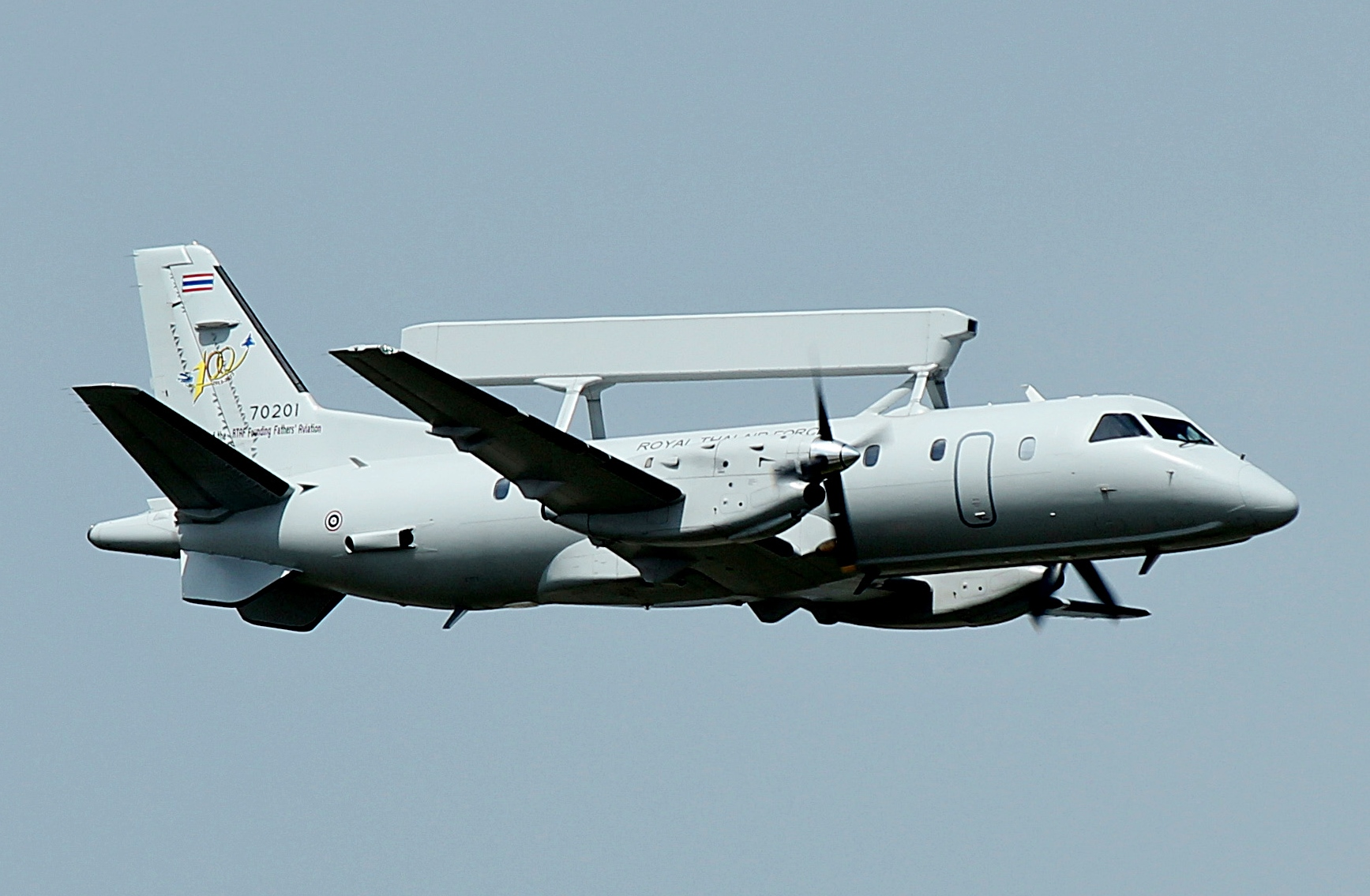
Saab 340AEW & C, Thajské královské letectvo

Údaje dle

### Technické údaje
- Osádka: 2–3 (pilot, kopilot a palubní průvodčí)[1]:s.172–173[3]
- Kapacita: 33–35 cestujících[3]
- Rozpětí: 21,44 m
- Délka: 19,71 m
- Výška: 6,86 m
- Nosná plocha: 41,81 m²
- Hmotnost prázdného letounu: 7 194 kg
- Maximální vzletová hmotnost: 11 793 kg
- Pohonná jednotka: 2 × turbovrtulový motor General Electric CT7-5A2[1]:s.174
- Výkon pohonné jednotky: 1 735 shp (1 293,7 kW) každý[1]:s.174

### Výkony
- Maximální cestovní rychlost v 4 575 m: 508 km/h
- Cestovní rychlost v 7 620 m: 430 km/h
- Dostup: 7 620 m
- Dolet s 34 pasažéry: 1 686 km